# Grave (gruppo musicale)
I Grave sono una band death metal svedese formatasi a Visby nel 1986.

## Storia
i Grave nascono nel 1986 con il nome di Corpse e vengono fondati dal chitarrista Ola Lindgren, che da allora è l'unico membro costante della band. Nel 1988 cambiano in modo definitivo il loro nome in Grave: raggiungono il successo nei primi anni novanta con i loro primi quattro album Into the Grave, You'll Never See..., Soulless e Hating Life. Insieme ai Dismember, agli Entombed e Unleashed sono considerati parte dei "big four" del death metal svedese.

## Formazione

### Formazione attuale

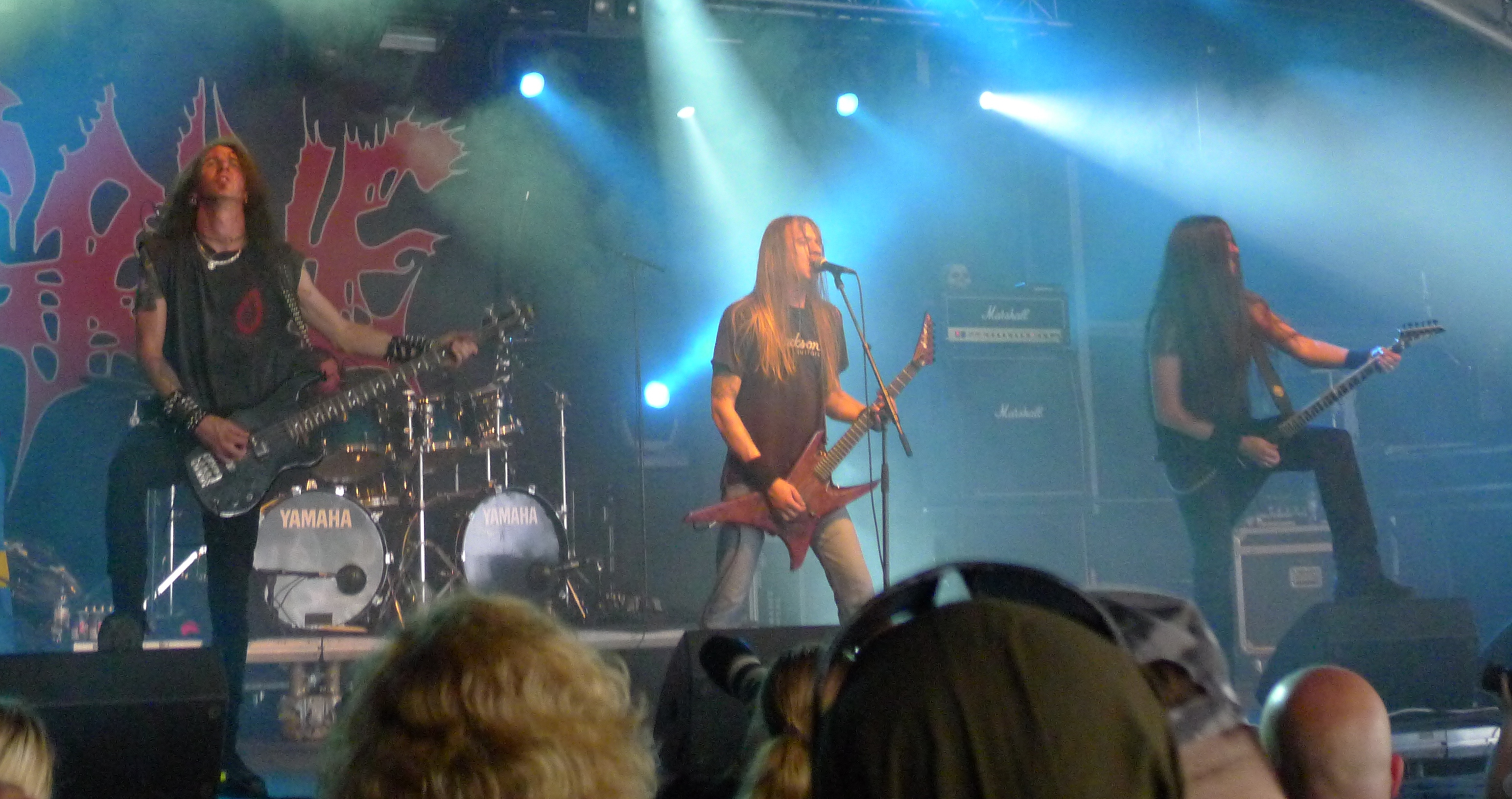
I Grave al Tuska Open Air 2011

- Ola Lindgren – voce e chitarra (1988-presente)
- Tobias Cristiansson – basso (2010-presente)
- Mika Lagrén – chitarra (2010-presente)
- Tomas Lagrén – batteria (2018-presente)

### Ex componenti
- Jörgen Sandström – chitarra, basso e voce (1988-1995)
- Jens "Jensa" Paulsson – batteria (1988-2002)
- Jonas Torndal – basso (1989-1992), chitarra (1996-2007)
- Fredrik "Fredda" Isaksson – basso (2001-2010)
- Pelle Ekegren – batteria (2002-2006)
- Christofer Barkensjö – batteria (1988-presente)
- Ronnie Bergerståhl – batteria (2006-2017)
- Magnus Martinsson – chitarra turnista (2008-2011)

### Turnista
- Simon Wizén – basso (2014-presente)

### Ex-turnista
- Lord K. Philipson – basso
- Christofer Barkensjö – batteria (2004)

## Discografia

### Album in studio

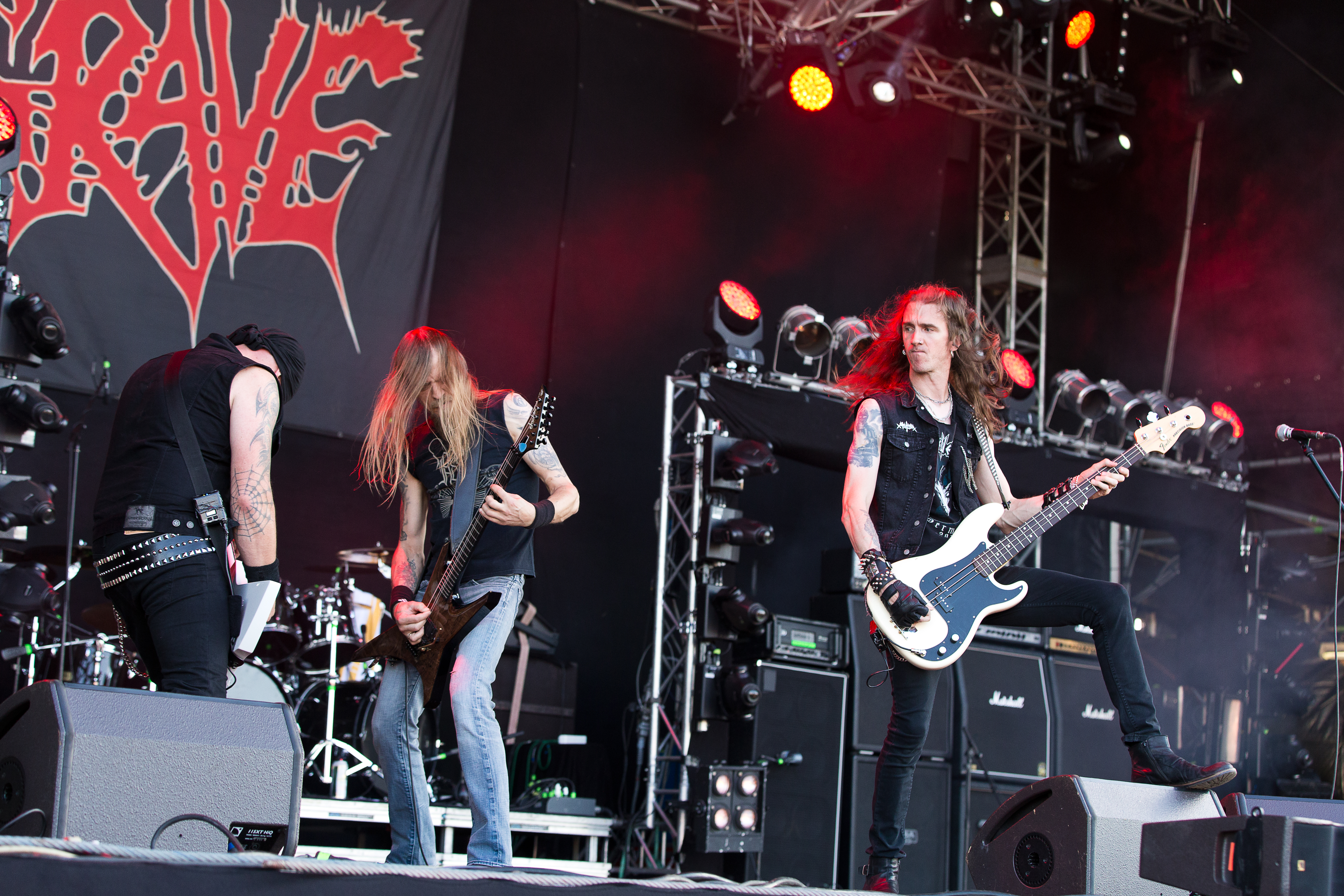
Mika Lagrén, Ola Lindgren e Tobias Cristiansson al Party.San Metal Open Air 2016

- 1991 - Into the Grave
- 1992 - You'll Never See...
- 1994 - Soulless
- 1996 - Hating Life
- 2002 - Back from the Grave
- 2004 - Fiendish Regression
- 2006 - As Rapture Comes
- 2008 - Dominion VIII
- 2010 - Burial Ground
- 2012 - Endless Procession of Souls
- 2015 - Out of Respect for the Dead

### Live
- 1997 - Extremely Rotten Live

### Raccolte
- 2008 - Exhumed - A Grave Collection
- 2012 - The Dark Side of Death

### Singoli
- 1991 - Tremendous Pain

### EP
- 1993 - ...and Here I Die... Satisfied
- 2013 - Morbid Ascent

### Split
- 1991 - Grave / Deviated Instinct / Devolution
- 1991 - In the Eyes of Death

### Demo
- 1988 - Sick Disgust Eternal
- 1989 - Sexual Mutilation
- 1989 - Anatomia Corporis Humani
- 1989 - Promo 1989
- 1991 - Promo 91

### Opere audiovisive
- 2006 - Enraptured